# Everglades

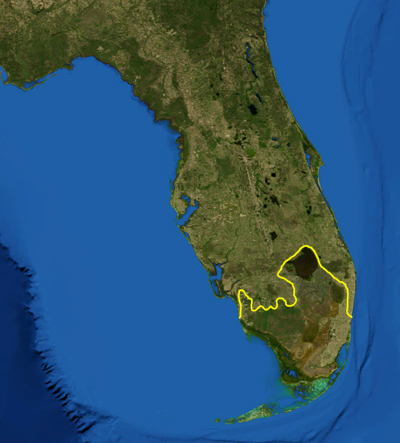
Mapa dos Everglades, bem ao sul da península da Flórida – imagem por satélite da NASA.

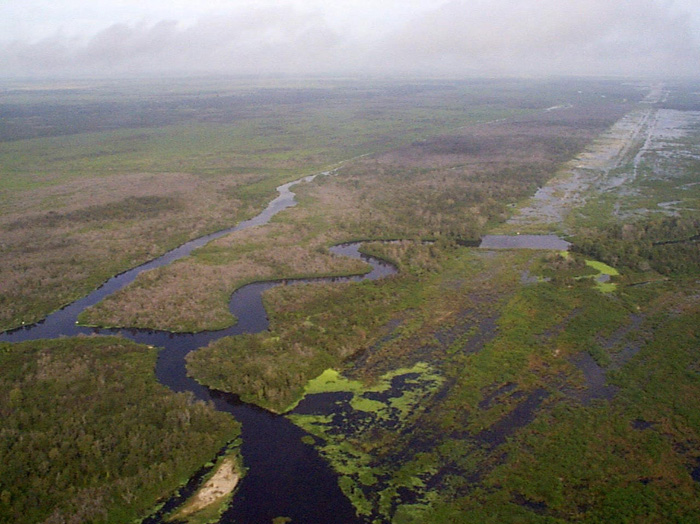
Os everglades.

Everglades é uma ampla região do sul do estado norte-americano da Flórida, bem como o nome de uma cidade do Condado de Collier no mesmo estado. O termo everglade provém da língua inglesa e significa «clareira perpétua» em português.
Ecologicamente, os  Everglades são uma região pantanosa subtropical localizada no sul da Flórida, com grande relevância ecológica por apresentar ambientes minerotróficos. A área é habitat de diversas espécies nativas, e é atualmente protegida pelo Everglades National Park.
A Grande Miami é abastecida com boa parte da água dos Everglades.

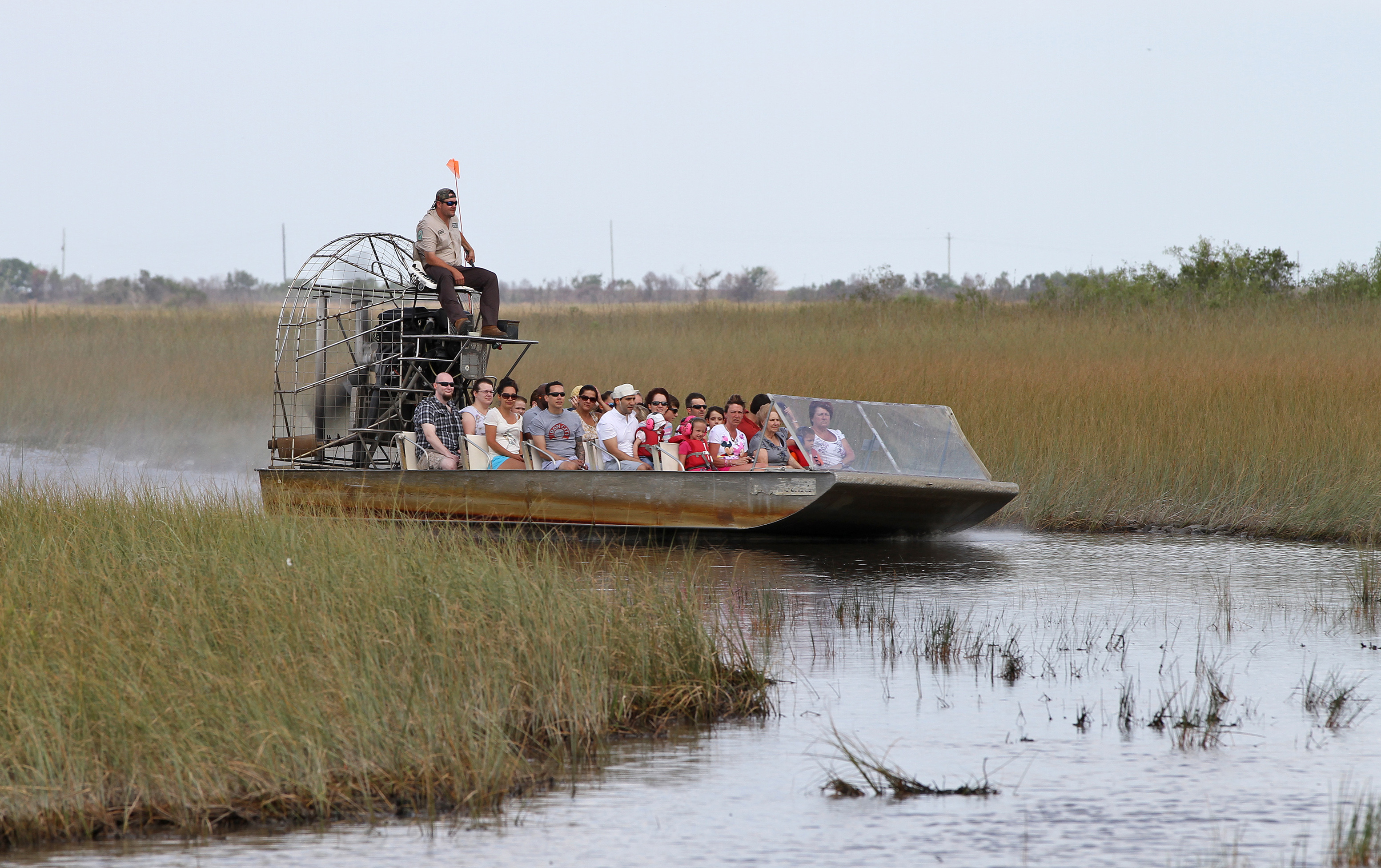
O aerobarco se tornou uma atração ecoturística popular na área
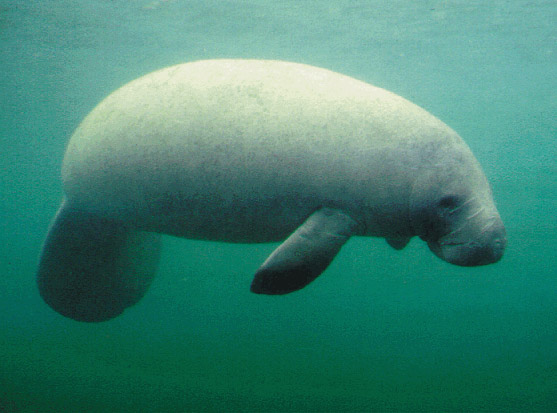
O peixe-boi-marinho é parte da fauna aquática dessa região
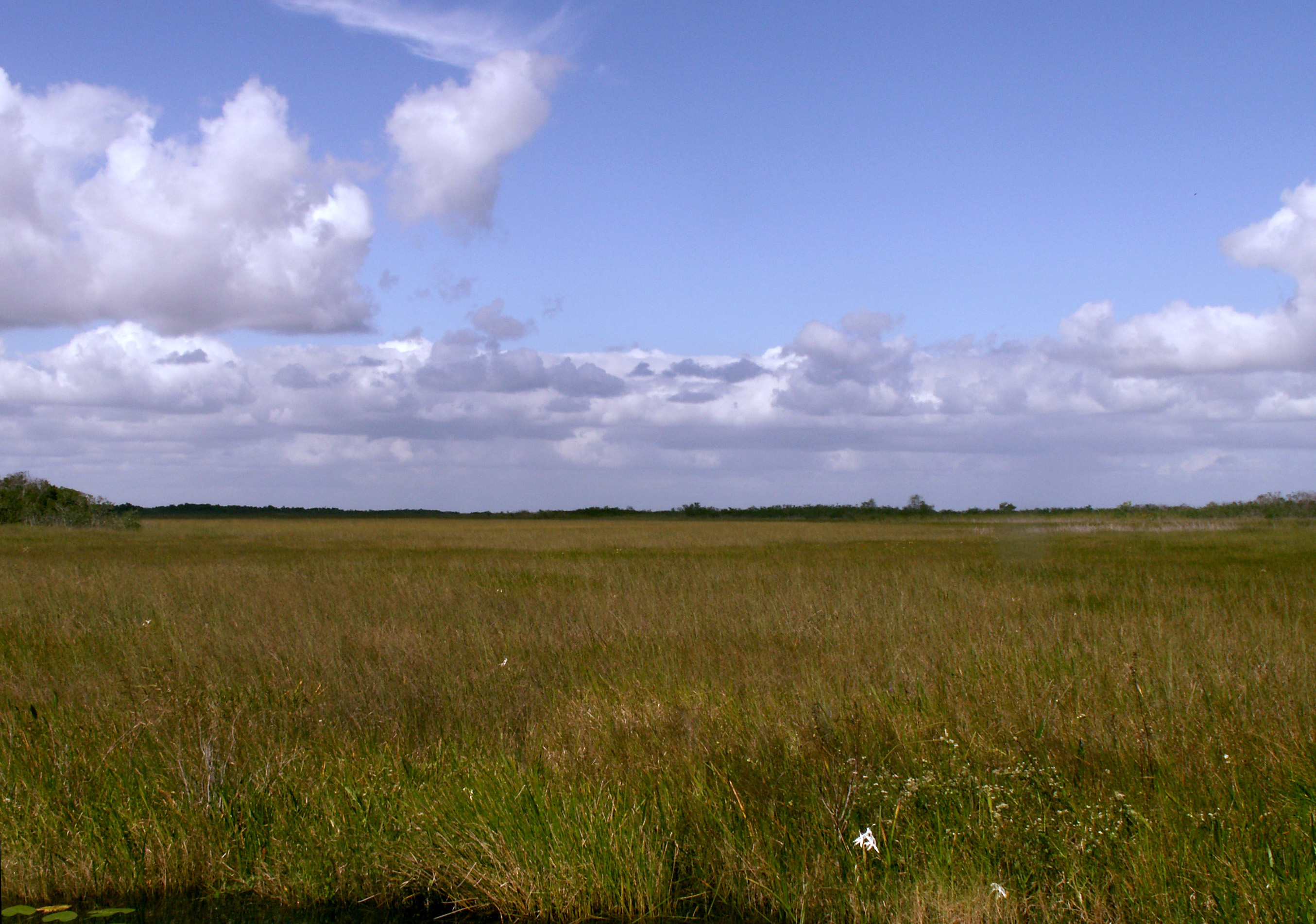
O carriço é a vegetação típica dos Everglades